# Liste der Senatoren der Vereinigten Staaten aus Vermont
Die Liste der Senatoren der Vereinigten Staaten aus Vermont zeigt alle Personen auf, die jemals für diesen Bundesstaat dem US-Senat angehört haben, nach den Senatsklassen sortiert. Dabei zeigt eine Klasse, wann dieser Senator wiedergewählt wird. Die Wahlen der Senatoren der class 1 fanden 2024 statt. Die Senatoren der class 3 wurden zuletzt im November 2022 gewählt.

## Klasse 1

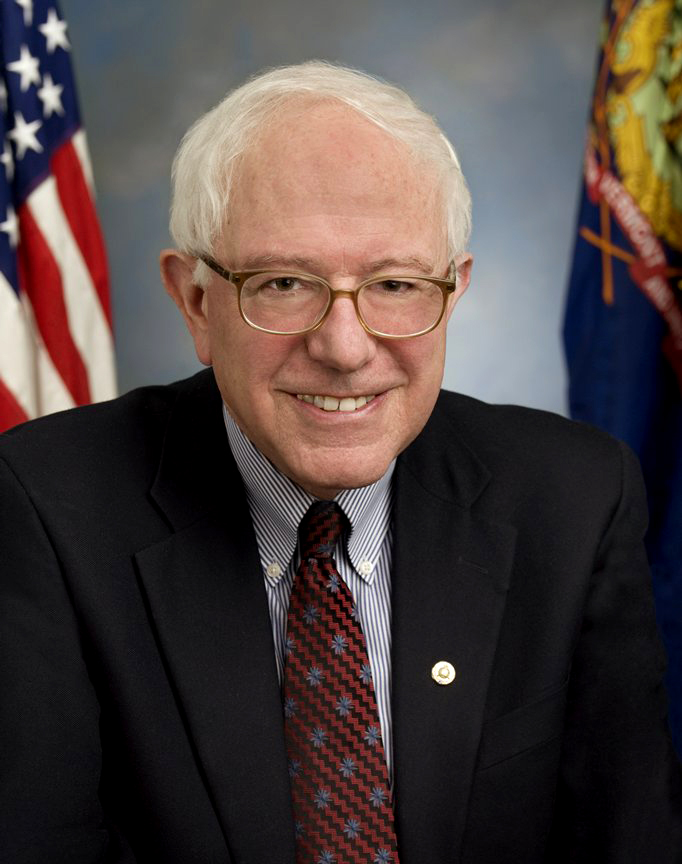
Bernie Sanders

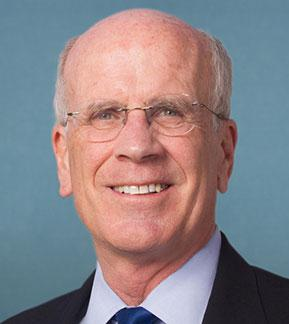
Peter Welch

Vermont ist seit dem 4. März 1791 US-Bundesstaat und hatte bis heute 21 Senatoren der class 1 im Kongress, von denen einer, Isaac Tichenor, zwei, nicht unmittelbar aufeinander folgende Amtszeiten absolvierte.
| Name                     | Amtszeit  | Partei                                            | Lebensdaten                          |
| ------------------------ | --------- | ------------------------------------------------- | ------------------------------------ |
| Moses Robinson           | 1791–1796 | Democratic Republican                             | 22. März 1741–26. Mai 1813           |
| Isaac Tichenor           | 1796–1797 | Föderalist                                        | 8. Februar 1754–11. Dezember 1838    |
| Nathaniel Chipman        | 1797–1803 | Föderalist                                        | 15. November 1752–13. Februar 1843   |
| Israel Smith             | 1803–1807 | Democratic Republican                             | 4. April 1759–2. Dezember 1810       |
| Jonathan Robinson        | 1807–1815 | Democratic Republican                             | 11. August 1756–3. November 1819     |
| Isaac Tichenor           | 1815–1821 | Föderalist                                        | 8. Februar 1754–11. Dezember 1838    |
| Horatio Seymour          | 1821–1833 | Democratic Republican später Nationalrepublikaner | 31. Mai 1778–21. November 1857       |
| Benjamin Swift           | 1833–1839 | Whig                                              | 3. April 1781–11. November 1847      |
| Samuel Shethar Phelps    | 1839–1851 | Whig                                              | 13. Mai 1793–25. März 1855           |
| Solomon Foot             | 1851–1866 | Whig ab 1857 Republikaner                         | 19. November 1802–28. März 1866      |
| George Franklin Edmunds  | 1866–1891 | Republikaner                                      | 1. Februar 1828–27. Februar 1919     |
| Redfield Proctor         | 1891–1908 | Republikaner                                      | 1. Juni 1831–4. März 1908            |
| John Wolcott Stewart     | 1908      | Republikaner                                      | 24. November 1825–29. Oktober 1915   |
| Carroll Smalley Page     | 1908–1923 | Republikaner                                      | 10. Januar 1843–3. Dezember 1925     |
| Frank Lester Greene      | 1923–1930 | Republikaner                                      | 10. Februar 1870–17. Dezember 1930   |
| Frank Charles Partridge  | 1930–1931 | Republikaner                                      | 7. Mai 1861–2. März 1943             |
| Warren Robinson Austin   | 1931–1946 | Republikaner                                      | 12. November 1877–25. Dezember 1962  |
| Ralph Edward Flanders    | 1946–1959 | Republikaner                                      | 28. September 1880–19. Februar 1970  |
| Winston Lewis Prouty     | 1959–1971 | Republikaner                                      | 1. September 1906–10. September 1971 |
| Robert Theodore Stafford | 1971–1989 | Republikaner                                      | 8. August 1913–23. Dezember 2006     |
| James Merrill Jeffords   | 1989–2007 | Republikaner ab 2001 Unabhängiger                 | 11. Mai 1934–18. August 2014         |
| Bernard Sanders          | seit 2007 | Unabhängiger                                      | * 8. September 1941                  |

## Klasse 3
Vermont stellte bis heute 21 Senatoren der class 3, von denen zwei, Stephen Bradley und Dudley Chase, zwei nicht unmittelbar aufeinander folgende Amtszeiten absolvierten.
| Name                    | Amtszeit  | Partei                | Lebensdaten                         |
| ----------------------- | --------- | --------------------- | ----------------------------------- |
| Stephen Row Bradley     | 1791–1795 | Democratic Republican | 20. Februar 1754–9. Dezember 1830   |
| Elijah Paine            | 1795–1801 | Föderalist            | 21. Januar 1757–28. April 1842      |
| Stephen Row Bradley     | 1801–1813 | Democratic Republican | 20. Februar 1754–9. Dezember 1830   |
| Dudley Chase            | 1813–1817 | Democratic Republican | 30. Dezember 1771–23. Februar 1846  |
| James Fisk              | 1817–1818 | Democratic Republican | 4. Oktober 1763–17. November 1844   |
| William Adams Palmer    | 1818–1825 | Democratic Republican | 12. September 1781–3. Dezember 1860 |
| Dudley Chase            | 1825–1831 | Nationalrepublikaner  | 30. Dezember 1771–23. Februar 1846  |
| Samuel Prentiss         | 1831–1842 | Whig                  | 31. März 1782–15. Januar 1857       |
| Samuel Chandler Crafts  | 1842–1843 | Whig                  | 6. Oktober 1768–19. November 1853   |
| William Upham           | 1843–1853 | Whig                  | 5. August 1792–14. Januar 1853      |
| Samuel S. Phelps        | 1853–1854 | Whig                  | 13. Mai 1793–25. März 1855          |
| Lawrence Brainerd       | 1854–1855 | Free Soil             | 16. März 1794–9. Mai 1870           |
| Jacob Collamer          | 1855–1865 | Republikaner          | 8. Januar 1792–9. November 1865     |
| Luke Potter Poland      | 1865–1867 | Republikaner          | 1. November 1815–2. Juli 1887       |
| Justin Smith Morrill    | 1867–1898 | Republikaner          | 14. April 1810–28. Dezember 1898    |
| Jonathan Ross           | 1899–1900 | Republikaner          | 30. April 1826–23. Februar 1905     |
| William Paul Dillingham | 1900–1923 | Republikaner          | 12. Dezember 1843–12. Juli 1923     |
| Porter Hinman Dale      | 1923–1933 | Republikaner          | 1. März 1867–6. Oktober 1933        |
| Ernest Gibson Sr.       | 1933–1940 | Republikaner          | 29. Dezember 1871–20. Juni 1940     |
| Ernest Gibson Jr.       | 1940–1941 | Republikaner          | 6. März 1901–4. November 1969       |
| George David Aiken      | 1941–1975 | Republikaner          | 20. August 1892–19. November 1984   |
| Patrick Joseph Leahy    | 1975–2023 | Demokrat              | * 31. März 1940                     |
| Peter Francis Welch     | seit 2023 | Demokrat              | * 2. Mai 1947                       |